# We break the dawn
«We Break the Dawn»' "Romper el Amanecer" es una canción de Michelle Williams, lanzada en los Estados Unidos en abril del 2008, como el primer sencillo del tercer álbum de la cantante, Unexpected. El tema fue coescrito por Andrew Frampton, Michelle Williams y Solange Knowles, y fue producida por Wayne Wilkins and Frampton. El tema fue nominado a New Now Next Music Award 2008 por Best R&B Vocal Performance por una artista femenina. 

## Video musical
El video musical de "We Break the Dawn'" fue dirigido por Phil Griffin un director del Reino Unido, el cual dirigió el video de Amy Winehouse "Rehab".
El video musical de We Break The Dawn, fue filmado el miércoles 23 de abril en Los Ángeles California. En el video podemos ver a Michelle acompañada de muchos bailarines danzando en la calle. En el video vemos a una Michelle mucho más sexy, sensual y atrevida que antes, además de que tiene un muy buen fiato con los bailarines.
El video musical tuvo su premier en people.com el día 20 de mayo.

## Canciones del sencillo
CD single
1. "We Break the Dawn (Album Version)" – 3:52
2. "We Break the Dawn (Lost Daze Club Mix)" – 6:14
3. "We Break the Dawn (Karmatronic Club Remix)" – 5:25
4. "We Break the Dawn (Mr. Mig Remix)" – 6:02
5. "We Break the Dawn (Maurice Joshua Remix)" – 6:36
6. "We Break the Dawn (Lost Daze Dub Mix)" – 6:11
7. "We Break the Dawn Part 2 (DJ Montay Remix)" (featuring Flo Rida) – 4:22

UK Digital Download
1. "We Break the Dawn (Album Version)" – 3:52
2. "We Break the Dawn Part 2 (DJ Montay Remix)" (featuring Flo Rida) – 4:22
3. "We Break the Dawn (Moto Blanco Radio Mix)" – 4:04
4. "We Break the Dawn (Wideboys Remix - Radio Edit)" – 3:25
5. "We Break the Dawn (Karmatronic Remix - Radio Edit)" – 2:56

## Ventas
En Brasil el sencillo ha vendido más de 30 mil copias en forma digital, lo cual le otorgó disco de oro en el país.

## Posicionamiento
| Listas (2008)                      | Posiciones |
| ---------------------------------- | ---------- |
| Global Dance Tracks                | 26         |
| Brazil Hot 30 Dance Club Play      | 5          |
| Polish Hot 100 Chart               | 2          |
| U.S. Billboard Hot Dance Club Play | 4          |
| U.S. Billboard Hot Dance Airplay   | 1          |
| U.S. Billboard Hot Singles Sales   | 4          |
| UK iTunes                          | 46         |